# The Princeton Review
The Princeton Review é uma instituição de educação que oferece serviços educacionais abrangentes, incluindo aulas particulares, preparação para testes e assistência na admissão a estudantes. Estabelecida em 1981, a instituição tem uma extensa história de apoio a mais de 400 mil alunos. Seus serviços são entregues por uma equipe de mais de 4 000 tutores e professores, distribuídos pelos Estados Unidos, Canadá e em 21 países ao redor do mundo, além de contar com recursos online, mais de 150 publicações impressas e digitais pela Penguin Random House, e uma ampla gama de classificações escolares. A divisão afiliada, Tutor.com, especializa-se em tutoria online. Com sede na cidade de Nova York, a Princeton Review é uma empresa privada e não possui vínculos com a Universidade de Princeton.

## História
A Princeton Review teve sua origem em 1981, fundada por John Katzman, um graduado da Universidade de Princeton, que iniciou suas atividades oferecendo aulas particulares de preparação para o SAT em seu apartamento no Upper West Side. Pouco tempo depois, Katzman associou-se a Adam Robinson, um tutor do SAT com formação em Oxford, reconhecido por desenvolver métodos inovadores para dominar o teste. Sob a liderança de Katzman, a Princeton Review expandiu-se rapidamente de uma operação local para uma presença nacional e, posteriormente, internacional. Katzman ocupou o cargo de CEO até 2007, quando Michael Perik assumiu a liderança da empresa.
Em março de 2010, Perik renunciou ao cargo, sendo sucedido por John M. Connolly. No mês seguinte, a empresa realizou uma oferta de ações, vendendo US$48 milhões a um preço de US$3 por ação. Pouco tempo depois, enfrentou acusações de fraude em uma ação coletiva movida por um fundo de aposentadoria de Michigan, que alegou exagero nos lucros por parte da liderança da The Princeton Review para inflar o preço das ações. Em 2012, a empresa foi adquirida pelo Charlesbank Capital por US$33 milhões.
Em 1 de agosto de 2014, a Tutor.com, uma empresa da IAC, adquiriu a marca e as operações da Princeton Review por uma quantia não divulgada, com Mandy Ginsburg assumindo como CEO. A empresa desvinculou-se de sua antiga controladora, Education Holdings 1, Inc. Em 31 de março de 2017, a ST Unitas adquiriu a The Princeton Review em uma transação de valor não revelado.
Em janeiro de 2022, o Grupo Primavera Capital adquiriu tanto a The Princeton Review quanto a Tutor.com da ST Unitas.

## Preparação para teste

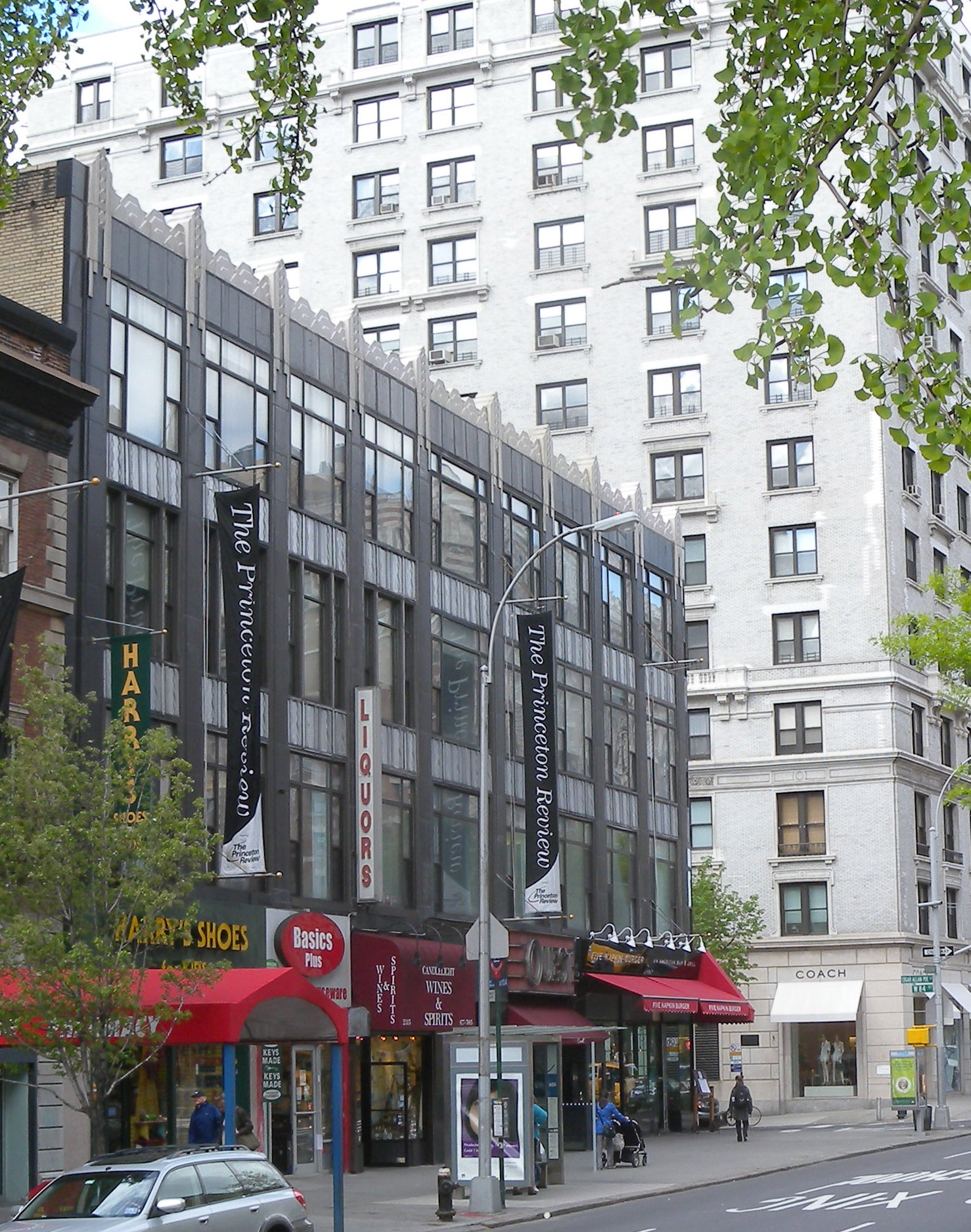
Escola na Broadway

A Princeton Review disponibiliza cursos de preparação para testes, serviços de tutoria e guias para uma variedade de exames através do seu site oficial.
A empresa oferece seus cursos em todo o mundo por meio de franquias próprias e de terceiros. Essas franquias estão presentes em diversos países, incluindo Azerbaijão, Bahrein, Egito, Hong Kong, Índia, Indonésia, Jordânia, Cazaquistão, Kuwait, Líbano, Malásia, México, Omã, Filipinas, Catar, Arábia Saudita, Coreia do Sul, Suíça, Turquia, Emirados Árabes Unidos e Vietnã.

## Controvérsias

### Em geral
Os provedores de preparação para testes foram alvo de críticas no passado, com alegações de que seus cursos afirmam proporcionar aumentos de pontuação maiores do que realmente oferecem.

### Classificação de escolas
As classificações das faculdades, incluindo aquelas publicadas pela Princeton Review, enfrentaram críticas por sua falta de precisão e abrangência, muitas vezes atribuindo classificações objetivas baseadas em opiniões subjetivas. Os funcionários da Princeton Review argumentam que suas classificações são distintas porque se baseiam não apenas em dados estatísticos, mas também nas opiniões dos próprios alunos.
Em 2002, um programa associado à Associação Médica Americana, intitulado "A Matter of Degree" e financiado pela Fundação Robert Wood Johnson, criticou a lista das Melhores Escolas para Festa da Princeton Review. O jornal USA Today publicou um editorial em agosto de 2002, intitulado "Sobering Statistics", que afirmou que o grupo de médicos estava exagerando ao sugerir que as classificações contribuíam para o problema do consumo de álcool no campus. O editorial observou que entre as escolas financiadas pelo programa AMA como parte de sua campanha contra o consumo de álcool no campus, seis em cada dez solicitaram que a Princeton Review retirasse sua classificação anual. Muitas dessas escolas haviam sido incluídas em listas anteriores da Princeton Review como as melhores escolas para festas, e isso não foi considerado uma coincidência. O editorial elogiou a Princeton Review por divulgar a lista, considerando-a um serviço público para os candidatos a estudantes e seus pais.
As classificações da Princeton Review relacionadas à comunidade LGBT foram alvo de críticas em 2010, quando um concorrente de classificação na revista The Advocate as considerou imprecisas devido a metodologias desatualizadas. A Princeton Review tradicionalmente baseou suas principais listas de classificação "LGBTQ-Friendly" e "LGBTQ-Unfriendly" em suas pesquisas semestrais com estudantes de faculdades apresentadas no livro Best Colleges da empresa. Essas pesquisas perguntam aos alunos de graduação sobre o tratamento igualitário dado às pessoas, independentemente de sua orientação sexual e identificação/expressão de gênero por parte dos alunos, professores e administradores da faculdade. Além disso, a Princeton Review publica The Gay & Lesbian Guide to College Life (2007), que desde 2011 está disponível também como e-book. Essas iniciativas visam fornecer informações e orientações valiosas para estudantes LGBT em suas escolhas educacionais.

### Preocupações com a privacidade
Em 2016, a empresa enfrentou críticas por parte de defensores dos direitos de privacidade, que expressaram preocupação com o potencial de uma empresa proprietária de serviços de encontros online e de preparação para a faculdade acumular e explorar dados de uma forma que pudesse afetar consumidores, especialmente os mais jovens, de maneira não suspeita. Um crítico levantou a questão: "Os pais estão cientes de que quando seus filhos menores de idade se inscrevem para serviços de preparação para exames ou aulas particulares, informações pessoais podem ser compartilhadas com sites de relacionamento, que então podem direcionar esses jovens para se tornarem clientes?" Este crítico concluiu que a empresa "não oferece garantias de que a partilha de dados entre suas entidades não incluirá clientes cujo único objetivo é melhorar suas notas e desempenho nos testes".
De fato, outra crítica apontou que a política da Princeton Review afirma que "podemos coletar certas informações do seu computador cada vez que você visita nosso site - incluindo dados relativos às suas atividades e interesses acadêmicos e extracurriculares. Essas informações podem ser usadas para enviar avisos e ofertas por e-mail; realizar pesquisas e análises sobre seu uso ou interesse em nossos produtos, serviços ou produtos ou serviços oferecidos por terceiros; e desenvolver e exibir conteúdo e publicidade adaptados aos seus interesses, tanto em nosso site quanto em outros sites".
Não foram apresentadas evidências de que a IAC, proprietária da The Princeton Review quando essas críticas foram feitas, tenha utilizado dados coletados pela The Princeton Review para promover os serviços de namoro da empresa IAC para pessoas mais jovens.